# 中国一级行政区
中国的一级行政区，或稱国家一级行政区或省級行政區，是指直属中央政府管辖的行政区划，在歷史上曾有不同的稱呼。

## 古代

### 先秦
东周以前的中国尚未产生中央集权制，因此也尚未产生行政区划的概念。直到东周时期，各诸侯国在相互征战、争夺领土的过程中，为了加强对领土的控制，而形成各自的行政区划制度，其中最有代表性的是郡县制。

### 州郡制
- 秦朝时期，在被灭的六国故土推行郡县制，将全国划分为三十六郡。郡的权力分别由民政官郡守、军政官郡尉、监察官郡监掌控；郡守的副职称为郡丞。
- 西汉时期，恢复分封，各诸侯国下辖郡，合称郡国制。推恩令颁布以后各国辖境不断缩小，后期与郡平级。郡守在景帝时改称太守。武帝元封五年（前106年）起实行刺史制，朝廷派遣刺史巡查各郡国，刺史的巡查范围称为刺史部。刺史的官衔多以上古九州命名，因此刺史部俗称为州，共有14个。国都长安及其周边的巡查由司隶校尉负责。宣帝神爵二年（前60年）设西域都护府。
- 东汉时期，在西汉基础上将朔方部省入并州部、交趾部改称交州部，西域都护府改为长史府。后期为平叛治乱，赋予一些刺史军政大权，而改称州牧。
- 三国时期，魏国下辖司隶和12州，吴国下辖4州；蜀国下辖益州。
- 西晋时期，全国分为21州。
- 东晋以后，南北方各国出于领土狭小、难民迁徙、开垦新地、分封奖赏等原因，不断地拆分原有州郡、设立侨置州郡，甚至出现一州仅辖一郡一县，行政结构叠床架屋，混乱不堪。
- 隋朝时期，文帝开皇三年（583年），整理全国区划，州郡两级合并为州一级。炀帝大业三年（607）又改州为郡。

### 道路制
- 唐朝时期，太宗贞观元年（627年）抛弃以上古九州为蓝本的州郡制体系，重新按山川走向将全国划分为10个道，史称贞观十道，开创了全新的一级行政区体系。开元二十一年（733年）在贞观十道基础上增设5道。
- 初唐大幅扩张，在周边少数民族地区设立大批羁縻府州，主要包括：
  - 安北都护府，管辖蒙古高原。
  - 安南都护府，管辖今越南北部。
  - 安西都护府，管辖天山南路，一度跨越葱岭、西至波斯。
  - 安东都护府，管辖辽东半岛和朝鲜半岛北部，一度管辖百济故地。
  - 北庭都护府，管辖天山北路，一度西至雷翥海。
  - 渤海都督府，管辖长白山区及日本海西北沿岸，乃后世渤海国的开端。
  - 黑水都督府，管辖黑龙江中下游流域，北至小海。
  - 室韦都督府，管辖黑龙江中上游流域。
- 玄宗天宝年间在边境设十大节度使，安史之乱后节度使成为实质地方长官，俗称方镇。
- 五代时期，一级行政区仍以方镇为主。
- 北宋时期，太宗至道三年（997年）将全国划分为15路，后期增至30余路，每路设转运使、提点刑狱、安抚使、提举常平等官，辖区错综不一，虽然避免了地方官大权在握形成割据，但行政效率也不免降低。
- 南宋时期，绍兴和议割让秦岭淮河以北，领土大幅缩小，后期为加强地方防御，设置宣抚使、制置使等官，管辖多路军政，相当于现代的大区。
- 辽朝的一级行政区分为5道，后期效仿北宋采用路制[1]。
- 金朝的一级行政区分为19路，后期因蒙古入侵，设立行尚书省管辖各地军务，乃后世行省的开端。

### 行省制
- 元朝时期，民政方面的最高机构中书省直辖由河北、山东、山西、山后等地组成的腹里，并派出10个常态化的行中书省管理全国其他地方，简称行省。此外还有一些非常态化的行省，如征东行省、交趾行省，荆湖占城行省，缅中行省等。监察方面的最高机构御史台在集庆、奉元两地设置行台，分别管辖长江以南和潼关以西的监察事务。宗教方面的最高机构宣政院管辖全国的宗教事务，兼管吐蕃故地的行政事务。

- 明朝时期，初期定都应天，将全国划分为中书省直隶和13个行省，洪武九年（1376年）废除省制，中书省直隶改为六部直隶，各行省则改为民政的布政司、监察的按察司、军事的都司等三司，但仍然俗称为省。永乐元年（1403年）迁都北平改名顺天，废除北平三司并改为六部直隶、五年（1407年）增设交趾三司、十一年（1413年）增设贵州三司。宣德三年（1428年）废除交趾三司，此后一级行政区固定为两处直隶和十三个省，合称“两京十三省”。
- 清朝时期，顺治二年（1645年）改南直隶为江南省。康熙朝分江南省为江苏安徽、分湖广省为湖北湖南、分陕西省设甘肃省。乾隆朝确立督抚首长制，两京十三省概念逐渐为汉地十八省取代。十八省以外的行政制度则因地制宜，如东三省设奉天府尹、驻防将军，蒙古设盟旗，藏地、回部设驻扎大臣管理宗谿、伯克。清末为加强对边疆的控制，先后设立新疆、台湾、奉天、吉林、黑龙江等省，甲午战争后又割让台湾，至清朝灭亡时共有22省。

## 中華民國

### 大陸時期

中華民國大陸時期宣称的行政區劃

1912年中華民國建立後，大致上仍暫時承襲清朝舊制，依當時順序排列，有直隸、奉天、吉林、黑龍江、山東、河南、山西、江蘇、安徽、江西、福建、浙江、湖北、湖南、陝西、甘肅、新疆、四川、廣東、廣西、雲南、貴州等22省。北洋政府在22個省之外設了京兆地方、熱河、察哈爾、綏遠、川邊等幾個特別區域，西藏、蒙古、青海3個地方，膠澳、淞滬等2省級商埠，另保留阿爾泰、塔爾巴哈台、伊犛3地區（後均併入新疆省）。
國民政府完成北伐後，改直隸、奉天2省為河北、遼寧，併京兆特別區入河北，將熱河、察哈爾、綏遠、川邊、寧夏、青海改建為6個省（川邊特別區改建西康省），總計28個省，另外加上西藏、蒙古2個地方，以及分自俄、英收回的東省特別區、威海衛行政區，並先後設置南京、上海、北平、天津、青島、武漢（後改名為漢口）、廣州（後降為省轄市，抗戰勝利後再升格）、西京（後降為省轄市，抗戰勝利後改稱西安並再升格）、重慶（抗戰時期設置）等9個特別市（即直轄市）。
1945年後，國民政府將東北三省劃分成九省，增設遼北、安東、合江、松江、嫩江、興安等6省及瀋陽、大連、哈爾濱等3個直轄市。抗戰勝利後，中華民國政府接收臺灣和澎湖，臺灣成為行省之一。國民政府在1946年承認外蒙古独立，废除之前名义上设于外蒙古的蒙古地方。並在1949年初將海南岛及南海諸島設立海南特別行政區，作為建省之準備。
截至中華民國政府於1949年底撤退至臺灣前，中華民國全國設35個省、12個直轄市、1個地方和1個特別行政區。
| 編號 | 名称   | 簡稱 | 政府驻地 | 地區 |    | 編號           | 名称 | 簡稱       | 政府驻地 | 地區 |
| ---- | ------ | ---- | -------- | ---- | -- | -------------- | ---- | ---------- | -------- | ---- |
| 01   | 江蘇省 | 蘇   | 镇江县   | 華中 | 20 | 甘肅省         | 隴   | 蘭州市     | 華北     |      |
| 02   | 浙江省 | 浙   | 杭州市   | 華中 | 21 | 寧夏省         | 寧   | 銀川市     | 塞北     |      |
| 03   | 安徽省 | 皖   | 合肥縣   | 華中 | 22 | 青海省         | 青   | 西寧市     | 西部     |      |
| 04   | 江西省 | 贛   | 南昌市   | 華中 | 23 | 綏遠省         | 綏   | 歸綏市     | 塞北     |      |
| 05   | 湖北省 | 鄂   | 武昌市   | 華中 | 24 | 察哈爾省       | 察   | 張垣市     | 塞北     |      |
| 06   | 湖南省 | 湘   | 長沙市   | 華中 | 25 | 熱河省         | 熱   | 承德縣     | 塞北     |      |
| 07   | 四川省 | 川   | 成都市   | 華中 | 26 | 遼寧省         | 遼   | 瀋陽市     | 東北     |      |
| 08   | 西康省 | 康   | 康定縣   | 西部 | 27 | 安東省         | 安   | 通化市     | 東北     |      |
| 09   | 福建省 | 閩   | 福州市   | 華南 | 28 | 遼北省         | 洮   | 遼源縣     | 東北     |      |
| 10   | 臺灣省 | 臺   | 臺北市   | 華南 | 29 | 吉林省         | 吉   | 吉林市     | 東北     |      |
| 11   | 廣東省 | 粵   | 廣州市   | 華南 | 30 | 松江省         | 松   | 牡丹江市   | 東北     |      |
| 12   | 廣西省 | 桂   | 桂林市   | 華南 | 31 | 合江省         | 合   | 佳木斯市   | 東北     |      |
| 13   | 雲南省 | 滇   | 昆明市   | 華南 | 32 | 黑龍江省       | 黑   | 北安市     | 東北     |      |
| 14   | 貴州省 | 黔   | 贵阳市   | 華南 | 33 | 嫩江省         | 嫩   | 齐齐哈尔市 | 東北     |      |
| 15   | 河北省 | 冀   | 清苑縣   | 華北 | 34 | 興安省         | 興   | 海拉爾市   | 東北     |      |
| 16   | 山東省 | 魯   | 济南市   | 華北 | 35 | 新疆省         | 新   | 迪化市     | 西部     |      |
| 17   | 河南省 | 豫   | 開封縣   | 華北 | 36 | 海南特別行政區 | 瓊   | 海口市     | 華南     |      |
| 18   | 山西省 | 晉   | 太原市   | 華北 | 37 | 西藏地方       | 藏   | 拉萨       | 西部     |      |
| 19   | 陝西省 | 陝   | 西安市   | 華北 |    |                |      |            |          |      |

### 臺灣時期
1949年國共內戰後，中華民國政府播遷臺灣，喪失對大陸各省、直轄市、特別行政區等一級行政區的治理權，僅實際管轄臺灣省與部份福建省（包含金門、烏坵與馬祖列島）；但宣稱在法統上仍是大陸地區（中国大陆）的唯一合法政府。1953年，聯合國大會505號決議通過中華民國控告苏联案，中華民國也撤銷對外蒙古獨立的正式承認，認為其是領土的一部分。在1955年否決蒙古人民共和国（今蒙古国）加入聯合國的訴求。儘管如此，日漸迫於蘇聯以及美国的壓力，中華民國代表團只能選擇於1961年的二次表决中缺席（蒙古人民共和國也在該年正式加入聯合國），不限制其在國際社會活動。故中華民國政府遷都臺北市後，仍依照定都南京時之行政區域繪製《中華民國全圖》，最新版由內政部於1998年繪製出版，之後未再對大陸地區行政區劃進行發佈。
由於政府遷臺後，省的功能與中央政府的重疊性太高，為顧及地區發展，將臺北市、高雄市分別在1967年及1979年升格為直轄市，但當時臺灣省仍涵蓋絕大部分的領土。直到1998年朝野合作修改《中華民國憲法增修條文》部分內容、以及制定《地方制度法》，其中包括「省的虛級化」，其原本擁有的地方自治功能遭到移除。而臺灣省在這次的修憲之下，省級組織被大量精簡，功能也大幅萎縮，才解決此一問題。
政府在2002年修改相關的行政法令，其中要求將與蒙古國之間的邊界以國界標示，同年中華民國外交部再次宣告承認蒙古国；另大陸地區得使用中華人民共和國之行政區劃現狀標示。相關政府機關對大陸地區之行政代號亦逐步廢止，例如：行政院主計處主管之「中華民國各省（市）縣（市）行政區域代碼」於2005年10月3日公告停止適用；政府所發表之「中華民國年鑑」也於2005年起不再將大陸地區列於「土地」一章之中。此後政府文獻中僅列出實際統治區（即台灣地區）之行政區劃。
依照中華民國政府實際管轄之領土範圍，全國共分為2省、6直轄市。1998年中華民國政府實施「精省」及2018年行政院將省級機關「去任務化」後，省級機關所有行政組織及業務完全移交中央政府，省級機關已無任何實體辦公場所或駐地。
| 省名   | 簡稱 | 省政府所在地   |        | 直轄市名 | 簡稱   | 直轄市政府所在地 |
| ------ | ---- | -------------- | ------ | -------- | ------ | ---------------- |
| 臺灣省 | 臺   | 不適用         | 臺北市 | 北       | 信義區 |                  |
| 福建省 | 閩   | 不適用         | 新北市 | 新北     | 板橋區 |                  |
|        |      |                |        | 桃園市   | 桃     | 桃園區           |
| 臺中市 | 中   | 西屯區、豐原區 |        |          |        |                  |
| 臺南市 | 南   | 安平區、新營區 |        |          |        |                  |
| 高雄市 | 高   | 苓雅區、鳳山區 |        |          |        |                  |

## 中华人民共和国
省级行政区，是中华人民共和国现行最高級別的行政区划单位（即一级行政区）。目前，省级行政区包括23个省、4个直辖市、5个自治区和2个特别行政区。每个省级行政区都有各自的简称。在1954年以前，中华人民共和国最高级别的行政区划为大行政区。
| 代码        | 名称         | 简称 | 政府驻地   | 地理大区 |    | 代码             | 名称   | 简称       | 政府驻地 | 地理大区 |
| ----------- | ------------ | ---- | ---------- | -------- | -- | ---------------- | ------ | ---------- | -------- | -------- |
| 11          | 北京市       | 京   | 通州区     | 华北     | 43 | 湖南省           | 湘     | 长沙市     | 中南     |          |
| 12          | 天津市       | 津   | 河西区     | 华北     | 44 | 广东省           | 粤     | 广州市     | 中南     |          |
| 13          | 河北省       | 冀   | 石家庄市   | 华北     | 45 | 广西壮族自治区   | 桂     | 南宁市     | 中南     |          |
| 14          | 山西省       | 晋   | 太原市     | 华北     | 46 | 海南省           | 琼     | 海口市     | 中南     |          |
| 15          | 内蒙古自治区 | 内蒙 | 呼和浩特市 | 华北     | 50 | 重庆市           | 渝     | 渝中区     | 西南     |          |
| 21          | 辽宁省       | 辽   | 沈阳市     | 东北     | 51 | 四川省           | 川／蜀 | 成都市     | 西南     |          |
| 22          | 吉林省       | 吉   | 长春市     | 东北     | 52 | 贵州省           | 黔／贵 | 贵阳市     | 西南     |          |
| 23          | 黑龙江省     | 黑   | 哈尔滨市   | 东北     | 53 | 云南省           | 滇／云 | 昆明市     | 西南     |          |
| 31          | 上海市       | 沪   | 黄浦区     | 华东     | 54 | 西藏自治区       | 藏     | 拉萨市     | 西南     |          |
| 32          | 江苏省       | 苏   | 南京市     | 华东     | 61 | 陕西省           | 陕／秦 | 西安市     | 西北     |          |
| 33          | 浙江省       | 浙   | 杭州市     | 华东     | 62 | 甘肃省           | 甘／陇 | 兰州市     | 西北     |          |
| 34          | 安徽省       | 皖   | 合肥市     | 华东     | 63 | 青海省           | 青     | 西宁市     | 西北     |          |
| 35          | 福建省       | 闽   | 福州市     | 华东     | 64 | 宁夏回族自治区   | 宁     | 银川市     | 西北     |          |
| 36          | 江西省       | 赣   | 南昌市     | 华东     | 65 | 新疆维吾尔自治区 | 新     | 乌鲁木齐市 | 西北     |          |
| 37          | 山东省       | 鲁   | 济南市     | 华东     | 71 | 台湾省           | 台     | 台北市     | 华东     |          |
| 41          | 河南省       | 豫   | 郑州市     | 中南     | 81 | 香港特別行政區   | 港     |            | 中南     |          |
| 42          | 湖北省       | 鄂   | 武汉市     | 中南     | 82 | 澳門特別行政區   | 澳     |            | 中南     |          |
| 1. 2. 3. 4. |              |      |            |          |    |                  |        |            |          |          |

### 历史沿革
中华人民共和国行政区划源于中国共产党在革命根据地时代建立的行政区划体系。与国民政府设置的行政区划体系类似但有所区别。1949年中华人民共和国成立时，全国行政区划分为大区级、省级、专区级、县级、乡级五级行政区划，共设置大行政区5个，以及由大行政区管辖的30个省、12个直辖市、1个自治区、5个行署区、1个地方、1个地区（华北地区各省、直辖市及内蒙古自治区归中央人民政府直管）。
1950年1月，政务院《省人民政府组织通则》，第13条规定：“各省得根据需要划为若干专员区”。此后，地级行政区有多次演变。1950年12月，撤销旅大行署区，设立旅大市，并设立中央人民政府华北事务部。撤销四川省，设立川东、川南、川西、川北4个行署区。
1952年，撤销中央人民政府华北事务部，设立政务院华北行政委员会。并将原来的大行政区改称为行政委员会。1952年8月7日，中央人民政府委员会第十七次会议，全国范围内的调整行政区划，撤销了行署区的建制，组建安徽省、四川省。11月15日，中央人民政府委员会第十九次会议通过组建江苏省。撤销平原省，将其行政区域并入河南、山东二省。撤销察哈尔省，将其行政区域并入河北、山西二省。直辖南京市改为江苏省省辖市。
1953年，吉林省的长春市和松江省的哈尔滨市升为直辖市。总计6个行政区，各行政区合计下辖30个省、1个自治区、14个直辖市、1个地方、1个地区。
1954年，撤销6大行政委员会，最高一级的地方行政单位变为省。撤销辽东、辽西二省，恢复辽宁省。撤销松江省，将其行政区域并入黑龙江省。撤销宁夏省，将其行政区域并入甘肃省；1954年6月撤销绥远省，将其行政区域并入内蒙古自治区。归绥市改称呼和浩特市，定为自治区首府。总计26个省、1个自治区、3个直辖市、1个地方、1个地区。
1955年7月30日，撤销热河省，将其行政区域并入河北省、辽宁省及内蒙古自治区；1955年10月，撤销西康省，将其行政区域并入四川省；1955年10月1日，撤销新疆省，设立新疆维吾尔自治区，自治区首府乌鲁木齐市（1953年迪化新名），成立西藏自治区筹备委员会，昌都地区划其管辖。1958年3月5日，撤销广西省，正式设立广西僮族自治区。
1958年，开始推广人民公社，乡、镇被逐渐废除。1958年10月25日，从甘肃省划出部分区域，正式成立宁夏回族自治区；1958年2月11日，中央直辖的天津市改为河北省省辖市。至此全国分为22个省、4个自治区、2个直辖市、1个自治区筹备委员会。
1965年9月9日，西藏自治区正式成立；1965年10月12日，广西僮族自治区更名为广西壮族自治区。1967年1月2日，河北省天津市重新升为中央直辖市。截至1967年全国分为22个省、5个自治区、3个直辖市。
1982年，全国人大通过八二宪法，废除人民公社，恢复乡、镇建制。
1988年4月13日，撤销海南行政区，设立海南省。1997年3月14日，四川省重庆市重新升为中央直辖市。设立重庆直辖市，管辖原四川省重庆市、万县市、涪陵市和黔江地区所辖行政区域。
1997年7月1日，对香港行使主权，设立香港特别行政区。1999年12月20日，对澳门行使主权，设立澳门特别行政区。至此，共计23个省、5个自治区、4个直辖市和2个特别行政区，共计34个省级行政区。
- 1949年
- 1950年
- 1952年
- 1954年
- 1955年
- 1966年
- 1968年
- 1979年
- 大行政区 （1949-1954）